# قشلاق سوموکلو حیدر
قشلاق سوموکلو حیدر یک منطقهٔ مسکونی در ایران است که در استان اردبیل واقع شده‌است. براساس سرشماری مرکز آمار ایران در سال ۱۳۹۵، قشلاق سوموکلو حیدر ۲۱ نفر جمعیت دارد.